# Nanchang Q-5
Nam Xương Q-5, trong tiếng Anh là Nanchang Q-5 (mã hiệu phồn thể: 強-5, bính âm: Qiang-5, ký hiệu NATO: Fantan), hay còn được biết với tên A-5 của phiên bản xuất khẩu, là một loại máy bay cường kích của Không quân Quân Giải phóng Nhân dân Trung Quốc, được nghiên cứu và sản xuất bởi Nhà máy Nam Xương (Trung Quốc). Loại máy bay này được thiết kế nhằm thực hiện các nhiệm vụ chi viện không quân trực tiếp.

## Thiết kế và phát triển
Quân Giải phóng Nhân dân Trung Quốc từng sử dụng rất nhiều máy bay tiêm kích thế hệ thứ hai Mikoyan-Gurevich MiG-19 của Liên Xô cũ, với phiên bản nội địa của nó là Shenyang J-6 từ năm 1958. Tháng 8 năm 1958, Quân Giải phóng Nhân dân Trung Quốc yêu cầu phát triển một loại máy bay chiến đấu phản lực mới trong vai trò chi viện hỏa lực không quân.
Dự án nghiên cứu máy bay tiêm kích-bom của Không quân Trung Quốc dự định sẽ tiếp tục chọn mẫu máy bay MiG-19 làm mẫu để thiết kế tương tự như chiếc Shenyang J-6 trước đây. Lu Xiaopeng, người thiết kế loại máy bay phản lực J-12, cũng chính là người đứng đầu dự án thiết kế loại máy bay này. Một phiên bản mới ra đời có tên là Qiangjiji-5 (máy bay cường kích thứ 5) có thân máy bay dài, diện tích dưới thân lớn giúp làm giảm lực kéo, cản của không khí; có 1 khoang chứa dài 4 m dưới bụng. Khe hút khí được đưa sang bên thân máy bay (các máy bay đời trước chiếc Q-5 đều có khe hút khí ở mũi) để tạo không gian ở trước mũi nhằm dự định đặt radar mục tiêu (nhưng nó lại không bao giờ được trang bị). Cánh mới có diện tích lớn hơn kết hợp với hình dạng cánh cụp. Q-5 sử dụng 2 động cơ phản lực WP-6 (sao chép động cơ Tumansky RD-9 của Liên Xô) tương tự chiếc Shenyang J-6, cho phép đạt tốc độ tối đa 1.195 km/h, tầm hoạt động 2.000 km. Nếu Q-5 tải 1.000 kg vũ khí trong thân và không mang bên ngoài cánh thì có thể đạt vận tốc siêu âm. Tuy nhiên, nếu có mang thùng nhiên liệu phụ thì nó chỉ đạt tốc độ dưới âm. Phiên bản thiết kế lại nhằm giảm chi phí vẫn có tốc độ cao nhưng chiếc Q-5 vẫn chỉ nhanh bằng MiG-19 và J-6 mà thôi, nhờ phần lớn vào hình dạng thân máy bay.
Về vũ khí, Q-5 trang bị 2 khẩu pháo Type-23-2K cỡ 23mm sao chép từ pháo Nudelman-Rikhter NR-23 của Liên Xô, bố trí ở "gốc" cánh (100 viên mỗi khẩu). Q-5 thiết kế 10 giá treo bom, tên lửa, rocket bao gồm 3 giá treo ở dưới mỗi cánh, 2 giá treo kép (gồm 4 thanh treo) song song ở giữa động cơ hay chính là khoang vũ khí dưới bụng, với trọng tải tối đa 2.000 kg vũ khí. Ở nhiều máy bay thì khoang chứa vũ khí được lắp đặt thùng dầu phụ. Ngoài ra, thùng dầu phụ cũng có thể lắp dưới cánh ở phiên bản Q-5I.
Nguyên mẫu Q-5 đầu tiên được hoàn thành vào năm 1960, nhưng do ảnh hưởng của Cách mạng Văn hóa ở Trung Quốc nên dự án bị hủy bỏ vào năm 1961. Mặc dù vậy, 1 đội trong nhóm thiết kế giữ cho dự án "sống sót" cho đến khi nó tái khởi động lại vào năm 1963, khi việc sản xuất đã được chuyển đến Nam Xương. Chuyến bay thử nghiệm đầu tiên, cuối cùng cũng được thực hiện vào ngày 4/ tháng 6 năm 1965. Dòng Q-5A chính thức đi vào sản xuất năm 1969 và phi đội đầu tiên được giao hàng vào năm 1970.
Nguyên mẫu Q-5 trang bị hệ thống điện tử "khá thô sơ", dự kiến ban đầu mũi máy bay chứa radar nhưng thực tế là không bao giờ được lắp. Trên máy bay có hệ thống liên lạc, la bàn vô tuyến, vô tuyến điện đo cao, kính ngắm quang học để ngắm bắn/ném bom.
Hơn 1.000 máy bay đã được sản xuất trong đó có 600 chiếc được nâng cấp từ phiên bản Q-5A. Một số ít, có lẽ là vài chục chiếc Q-5A được thiết kế nâng cấp riêng nhằm có thể mang vũ khí nguyên tử. Chúng được cho rằng có khoang vũ khí riêng để đem bom nguyên tử. Một phiên bản tăng tầm bay mang tên Q-5I, được giới thiệu năm 1983, trang bị thêm thùng dầu phụ thay vì ở khoang chứa vũ khí mà Q-5I có thêm 2 giá treo ở dưới mỗi cánh để lắp đặt 2 thùng nhiên liệu. Một số máy bay này phục vụ với Hải quân Quân Giải phóng Nhân dân Trung Quốc, được trang bị radar để dẫn đường các tên lửa chống hạm. Nâng cấp tiếp theo nhỏ bao gồm Q-5IA, với một hệ thống ngắm mục tiêu mới cho súng / bom và hệ thống điện tử hàng không, và Q-5II, với máy thu cảnh báo radar (RWR).
Đến cuối thập niên 1980, Q-5 bắt đầu được xuất khẩu cho các nước khác như Pakistan, Bangladesh, Myanmar và Cộng hòa Dân chủ Nhân dân Triều Tiên với cái tên A-5.
Kế hoạch nâng cấp tiêm kích-bom Q-5/A-5 dự kiến sử dụng thiết bị của phương Tây bao gồm hệ thống điều khiển máy bay cùng hệ thống tấn công mới nhưng phần lớn bị hủy bỏ sau Sự kiện Thiên An Môn. Mặc dù vậy, những mẫu máy bay này vẫn tiếp tục hoạt động, điển hình là phiên bản cải tiến hợp tác với Pháp Q-5K được trang bị thiết bị laze đo xa ở đầu mũi. Q-5 nâng cấp trở thành một loại máy bay ném bom hạng nhẹ, tuy nhiên hệ thống điều khiển/tấn công cùng với các thiết bị điện tử còn hạn chế so với các máy bay hiện đại.
Trong những năm gần đây, PLAAF (Không quân Quân Giải phóng Nhân dân Trung Quốc) đã bắt đầu chú trọng đến phiên bản mới hơn của Q-5, kết hợp một số công nghệ được phát triển trong Q-5M và Q-5K bị hủy bỏ. Q-5 giới thiệu được gắn ở mũi 1 trắc kính laser, một hệ thống laser dẫn đường cũng có khả năng được trang bị kể từ khi máy bay được cho là có thể mang bom dẫn đường laser. Các biến thể Q-5A được tin là có khả năng mang vũ khí hạt nhân. Q-5D là một nâng cấp với hệ thống điện tử hàng không mới, bao gồm mhệ thống HUD và một hệ thống định vị mới. Q-5E và Q-5F các phiên bản được báo cáo đang được hoạt động, mặc dù ít được biết về chúng tại thời điểm này. Một trong số chúng có thể có khả năng có hai chỗ ngồi đã được nhìn thấy trong một vài hình ảnh, mặc dù phiên bản hai chỗ ngồi có thể được chỉ định là Q-5J.

## Biến thể

### Phiên bản trong nước

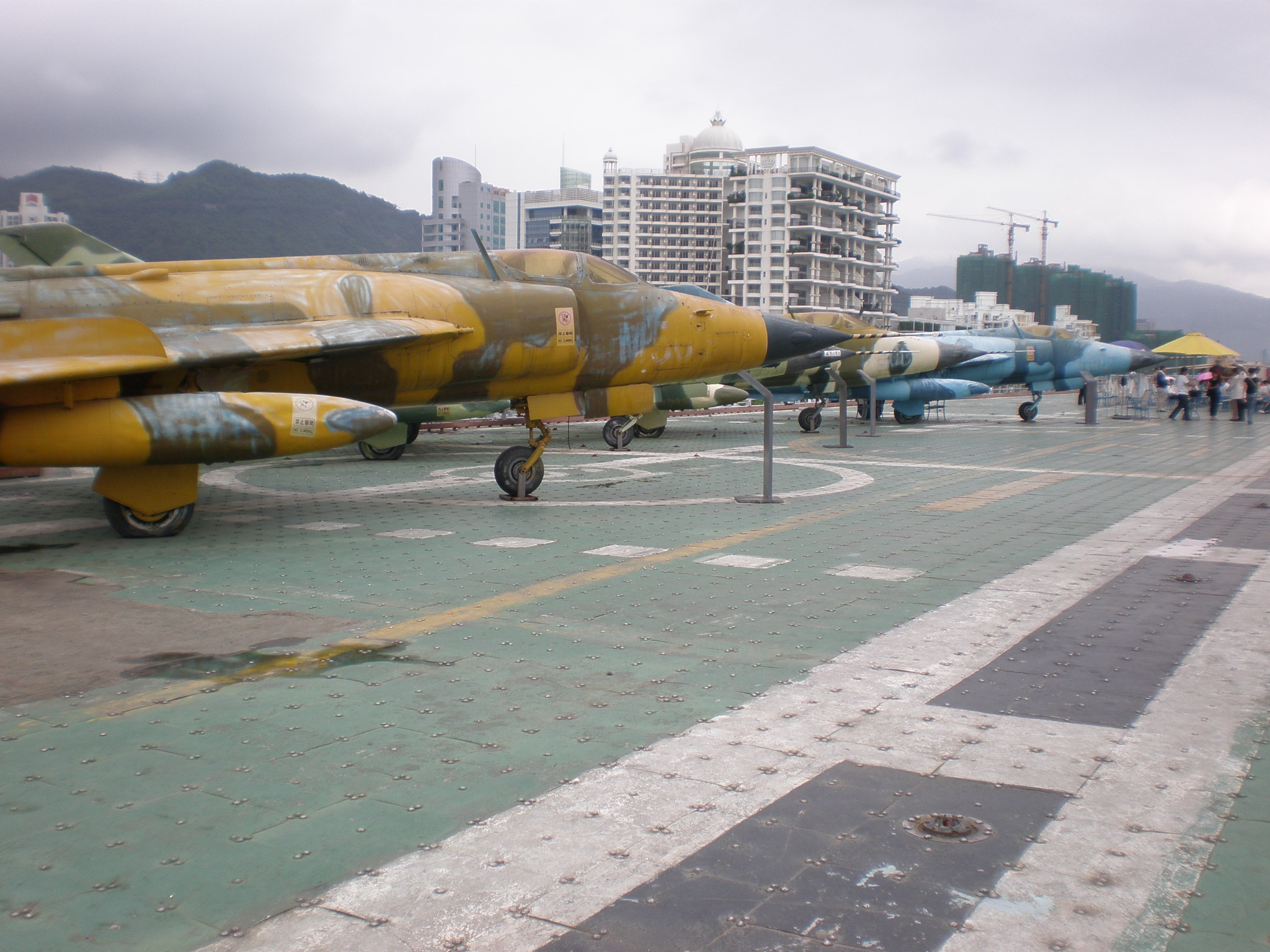
Những máy bay Q-5 cũ được trưng bày tại công viên thế giới Minsk.

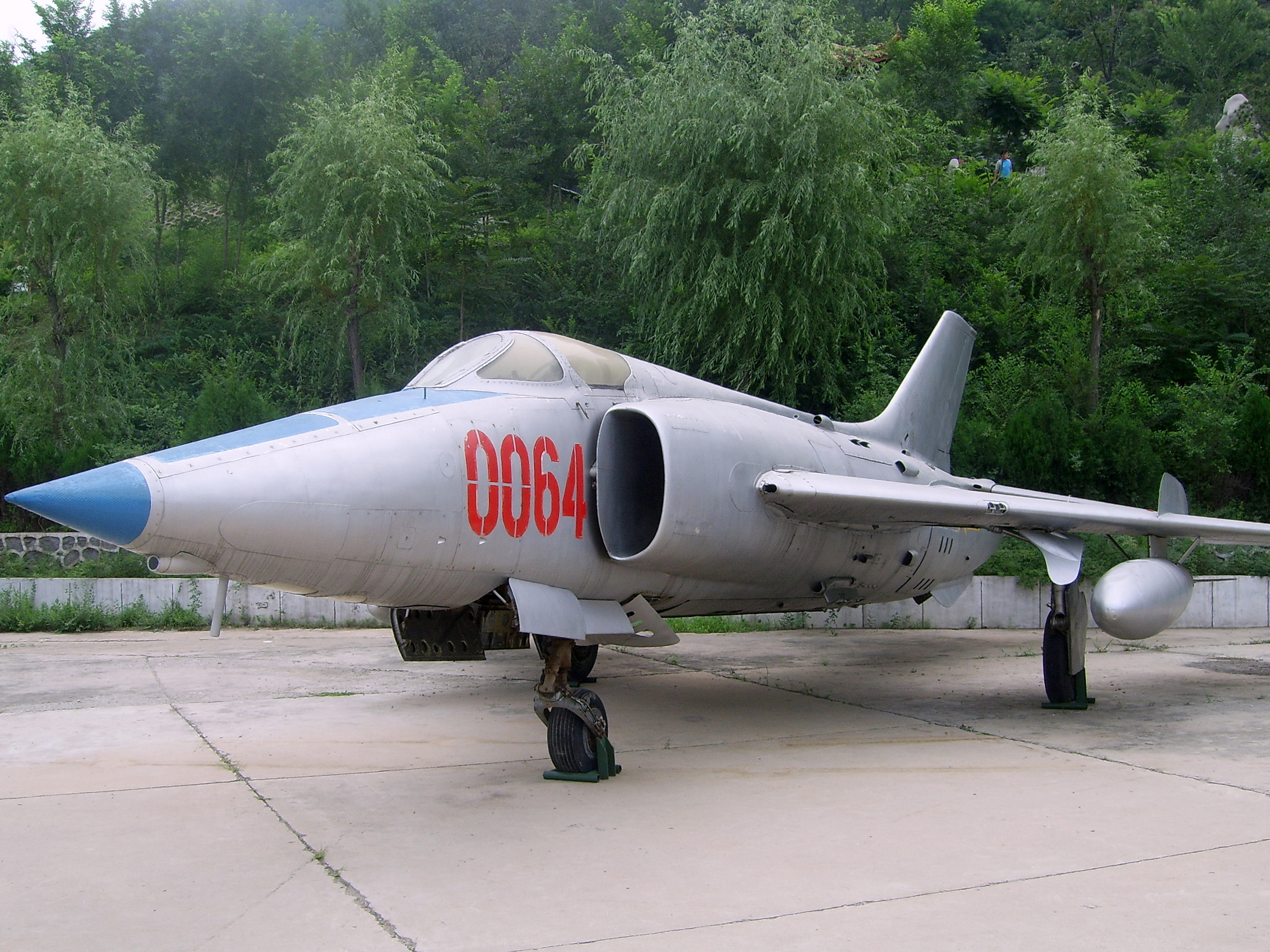
Máy bay Q-5 số 0064

- Q-5: Phiên bản nguyên mẫu đầu tiên với chỉ 6 giá treo vũ khí, 1 dưới mỗi cánh và 4 dưới thân. Sau này được thay thế bằng phiên bản chính thức Q-5A.
- Q-5 mang bom hạt nhân: Q-5A được sửa chữa để mang bom hạt nhân, chỉ có một số lượng hạn chế được chế tạo. 1 chiếc trong số chúng hiện đang được trưng bày tại Bảo tàng hàng không Bắc Kinh.
- Q-5 mang tên lửa chống hạm: Thay thế cho các máy bay ném bom phóng ngư lôi được trang bị Type 317A (317甲), radar trên không, một vài cải tiến mới cho tên lửa Type 317, và phạm vi tối đa được tăng lên trên 50 km. Chỉ có một số rất hạn chế vào phục vụ vào những năm 1980, những máy bay này đã rút khỏi hoạt động.
- Q-5I: Q-5A với bình nhiên liệu ở khoang vũ khí được thay thế bằng bình nhiên liệu ở dưới 2 cánh, tăng sức chứa nhiên liệu hơn 70%. Giống các phiên bản Q-5 trước, nó vẫn giữ hình dạng cổ nắp chai nhằm tăng giờ bay trong điều kiện tìm kiếm phức tạp và tầm chiến đấu. Tuy nhiên, nó lại làm tăng công suất tiêu thụ nhiên liệu của máy bay.
- Q-5IA: Hệ thống điều khiển ngắm của nguyên bản vũ khí trên chiếc Q-5 được phát triển bởi Nhà máy số 5311, có tên là SH-1, viết tắt của She – Hong (Shoot-Bomb-1 / 射轰-1), nhưng có khả năng hạn chế vì các cuộc tấn công chỉ có thể thực hiện ở 1 góc nhất định. Nhà máy số 5311 đã phát triển phiên bản cải tiến SH-1I (射轰-1甲) cho phép thực hiện các cuộc tấn công ở nhiều góc độ khác nhau. Để giải quyết vấn đề điều khiển, hệ thống Type 205 giúp tạo ra các loạt xung radar đã tạo điều kiện điều khiển đã được phát triển và lắp đặt. Phiên bản nội địa Type 79Y4 với trắc kính laser đã được phát triển bởi Viện nghiên cứu 613 đã được trang bị.
- Q-5II: Q-5IA với máy thu cảnh báo radar, và hệ thống kính trắc laser mới HK-15 phát triển bởi Viện nghiên cứu số 613 thay thế cho Type 79Y4. Hệ thống ngắm vũ khí mới SH-1II (射轰-1乙) thay thế cho SH-1I (射轰-1甲), và Nhà máy số 5311 tích hợp thành công kính ngắm với kính trắc viễn laser mới và radar Type 205.
- Q-5III: Phiên bản nội địa Trung Quốc nâng cấp từ Q-5II với hệ thống dẫn đường quán tính và hệ thống HUD JQ-1.
- Q-5IV: 28,8% thay đổi so với các phiên bản trước gần nhất. Q-5III nâng cấp đầu tiên trong đầu những năm 1990. 3 máy tính trung tâm tương tự như của Q-5M và máy thu cảnh báo radar RW-30 đã được thêm vào. Kính trắc laser ALR-1 và QHK-10 đã được phát triển bởi Viện nghiên cứu 613 đã được thêm vào. Còn được biết với tên là Q-5D.
- Q-5A: Q-5 với 8 giá treo, với mỗi giá treo được thêm dưới mỗi cánh để lắp đặt tên lửa Vympel R-3.
- Hongdu Q-5D: Phiên bản tấn công, phát triển bởi Hongdu, với kính trắc laser và hệ thống đánh dấu mục tiêu ALR-1 cùng hệ thống quan sát LLLTV/FLIR cho phép hoạt động trong cả ngày/đêm. Những cải tiến khác bao gồm hệ thống hiển thị HUD, GPS, INS, TACAN, và nhiễu radar và pháo sáng. Khả năng trang bị những loại vũ khí bao gồm bom lượn dẫn đường bằng laser LS-500J của Trung Quốc có tầm hoạt động 12 km.
- Nanchang Q-5D – (Dian – điện tử thông minh) hệ thống ELINT gây nhầm lẫn cho việc chỉ định tương tự như máy bay tấn công Q-5D.
- Q-5E: Q-5IV phát triển lên, có khả năng thả bom dẫn đường laser như LS-500J LGB thông qua hệ thống laser nhắm mục tiêu, và GPS được thêm vào.
- Q-5F: Phiên bản phát triển tiếp của Q-5E với hệ thống nhắm mục tiêu quang-điện mà không chỉ bao gồm tia laser chỉ định/cơ động, mà còn hình ảnh hồng ngoại và máy quay theo dõi mục tiêu. Tách bỏ hệ thống dẫn đường quán tính và GPS ở phiên bản Q-5IV/E bằng hệ thống DG-1 tích hợp hệ thống điều hướng quán tính/GPS.
- Q-5J: Phiên bản 2 chỗ ngồi của Q-5. Nhà sản xuất tuyên bố rằng nó có thể được sử dụng trong nhiệm vụ trinh sát trên không như chiếcOA-10A, và cung cấp thông tin mục tiêu thông qua liên kết dữ liệu. Ghế sau cao hơn ghế trước 286 mm, cho phép phi công ngồi ghế sau có thể mở rộng tầm nhìn thêm 5 độ, và vòm kính che cho phép nhìn sang bên phải. Khi sử dụng để huấn luyện,phía sau buồng lái điều khiển có thể có thể sử dụng thay lên buồng lái phía trước.
- Q-5K Kong Yun (Kong Yun – Mây) Dự án hợp tác giữa Trung Quốc và Pháp để nâng cấp phiên bản Q-5II với hệ thống điện tử hàng không của Pháp, giống như hệ thống VE110 HUD (head-Up Display), hệ thống dẫn đường quán tính ULIS91,kính trắc laser TMV630 và các hệ thống điện tử khác. Giống như Q-5M/A-5M, dự án bị hủy bỏ do Sự kiện Thiên An Môn năm 1989.
- Q-5M: Phiên bản xuất khẩu là A-5M. Dự án hợp tác giữa Trung Quốc-Ý để nâng cấp phiên bản Q-5II với hệ thống điện tử hàng không của Ý từ máy bay chiến đấu AMX International AMX. Hệ thống điện tử bao gồm radar tầm xa, hệ thống HUD, hệ thống dẫ đường quán tính, máy tính dữ liệu trên không và trung tâm máy tính kép tích hợp MIL-STD 1553B. Giao hàng hoàn thành và lần đầu tiên đã diễn ra vào cuối năm 1988 và đầu năm 1989.[3] Mặc dù dự án bị hủy bỏ sau Sự kiện Thiên An Môn năm 1989, Trung Quốc vẫn tiếp tục sử dụng nó với radar của chiếc J-7GB.

### Phiên bản xuất khẩu
- A-5: Phiên bản xuất khẩu của Q-5 cho Bắc Triều Tiên. Có 1 biến thể riêng do Trung Quốc thiết kế riêng, có thông tin cho rằng nó có nguồn gốc từ Q-5, Q-5A, Q-5I hay Q-5IA.
- A-5B: Phiên bản Q-5II xuất khẩu với khả năng phóng các tên lửa của Pháp như tên lửa không-đối-không R550 Magic. Dự định bán cho Myanmar.
- A-5C: Phiên bản Q-5III xuất khẩu với nhiều thiết bị của Phương Tây được gắn trên theo đề nghị của khách hàng, như thiết bị đo đạc bay sản xuất bởi Rockwell Collins và ghế phóng sản xuất bởi Martin-Baker. Thêm khả năng phóng các tên lửa của Phương Tây như R550 Magic hay AIM-9 Sidewinder. Xuất khẩu cho Bangladesh và Pakistan. A-5C của Không quân Banglades đã được nâng cấp năm 2008 để bắn LS-6 và LT-2 (vũ khí tấn công mặt đất) tăng khả năng tấn công cho chúng.[4]
- A-5D: Phiên bản Q-5IV xuất khẩu, với nhiều hệ thống điện tử của phương Tây do khách hàng đề nghị lắp đặt, như thiết bị đo đạc bay sản xuất bởi Rockwell Collins và ghế phóng sản xuất bởi Martin-Baker. Thêm khả năng phóng các tên lửa của phương Tây như R550 Magic hay AIM-9 Sidewinder. Không có báo cáo xuất khẩu. Chương trình chấm dứt bởi vì tất cả kinh phía đều tập trung cho việc hỗ trợ chương trình Q-5E.
- A-5K: Phiên bản Q-5K xuất khẩu với nhiều thiết bị của Phương Tây như thiết bị đo đạc bay sản xuất bởi Rockwell Collins và ghế phóng sản xuất bởi Martin-Baker. Thêm khả năng phóng các tên lửa của Phương Tây như R550 Magic hay AIM-9 Sidewinder. Dự án Q-5K chấm dứt sau Sự kiện Thiên An Môn năm 1989.
- A-5M: Phiên bản Q-5M xuất khẩu với nhiều thiết bị của phương Tây như thiết bị đo đạc bay sản xuất bởi Rockwell Collins và ghế phóng sản xuất bởi Martin-Baker. Thêm khả năng phóng các tên lửa của Phương Tây như R550 Magic hay AIM-9 Sidewinder. Dự án Q-5K chấm dứt sau Sự kiện Thiên An Môn năm 1989. Không quân Pakistan có mua đánh giá thử nghiệm năm 1990.

## Các quốc gia sử dụng

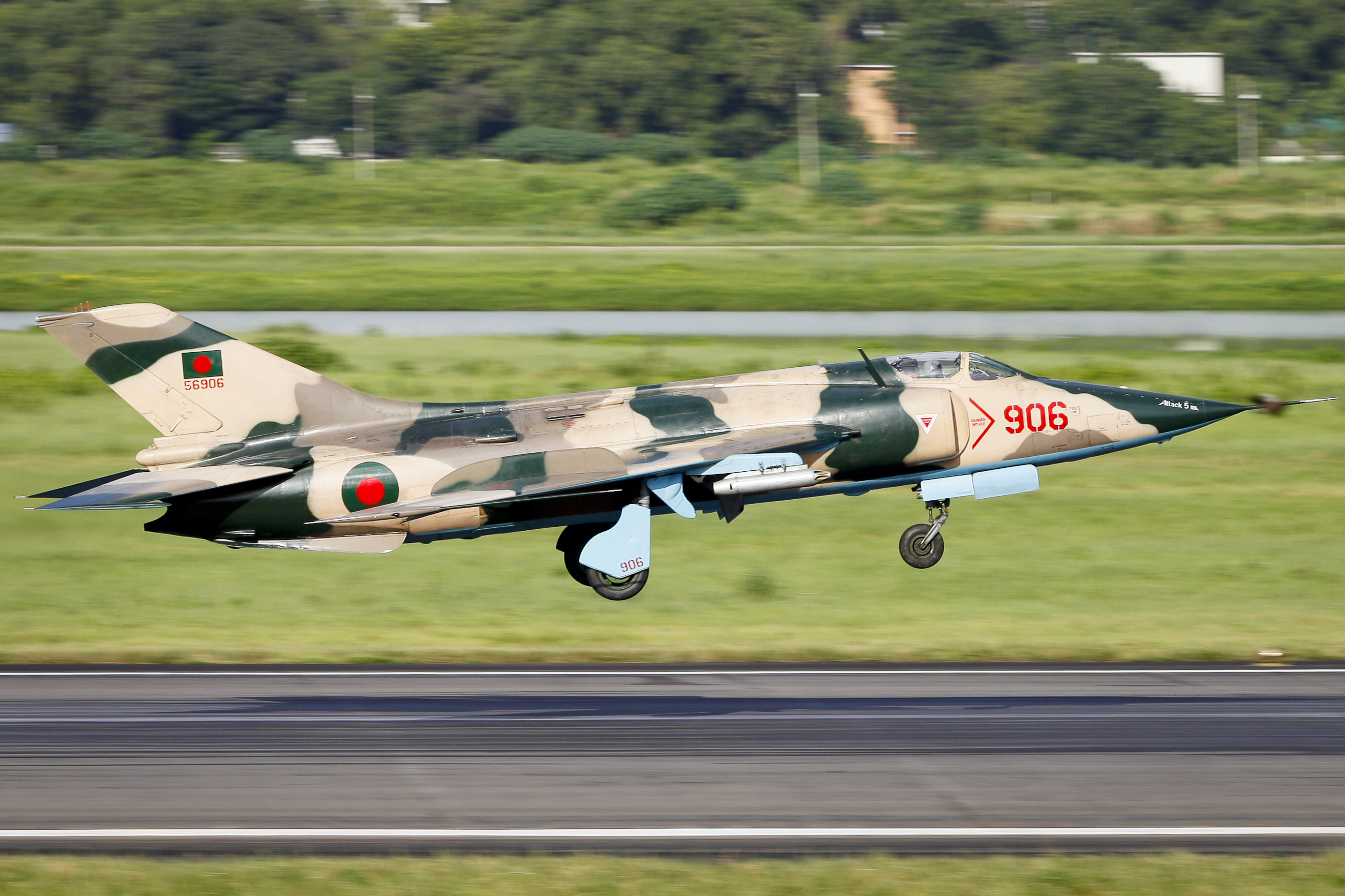
Nanchang A-5, Không quân Bangladesh

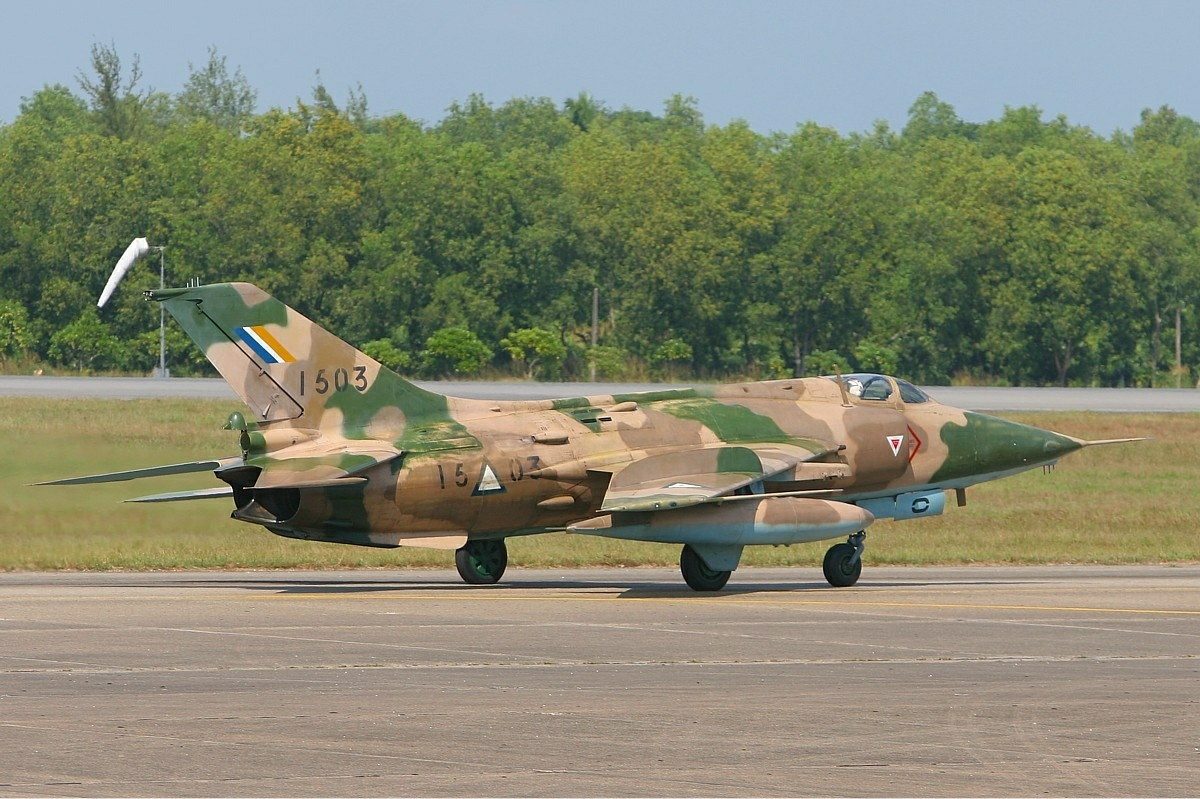
A-5C (Q-5C) của Không quân Myanmar

### Hiện tại
Bangladesh
- Không quân Bangladesh – Tính đến tháng 1 năm 2013, họ có 8× A-5C đang hoạt động.[5]

 Trung Quốc
- Không quân Quân Giải phóng Nhân dân Trung Quốc – 130× Q-5 đang hoạt động.
- Hải quân Quân Giải phóng Nhân dân Trung Quốc – 30× Q-5 đang hoạt động.
- Có kế hoạch loại thải.

 Myanmar
- Không quân Myanmar – 20× A-5C đang hoạt động.

 Bắc Triều Tiên
- Không quân Bắc Triều Tiên.

 Sudan
- Không quân Sudan – 3–11 đang hoạt động.

### Trong quá khứ
Pakistan
- Không quân Pakistan
  - Phi đội số 7 Côn đồ – A-5C hoạt động từ năm 1983 đến năm 1991.
  - Phi đội số 16 Báo đen – A-5C hoạt động từ năm 1988 đến tháng năm 2011.[6][7]
  - Phi đội số 26 Nhện đen – A-5C hoạt động từ năm 1984 đến năm 2010.

## Thông số kỹ thuật (Q-5D)

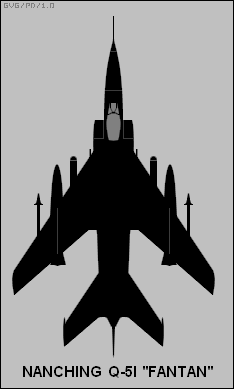
Hình vẽ chiếc Q-5I

Nguồn từ 

### Đặc điểm riêng
- Phi đoàn: 1
- Chiều dài: 15.65 m (51 ft 4 in)
- Sải cánh: 9.68 m (31 ft 9 in)
- Chiều cao: 4,33 m (14 ft 3 in)
- Diện tích cánh: 27,95 m² (300.9 ft²)
- Trọng lượng rỗng: 6.375 kg (14,050 lb)
- Trọng lượng cất cánh:9.486 kg (20,910 lb)
- Trọng lượng cất cánh tối đa: 11.830 kg (26,080 lb)
- Động cơ: 2× động cơ tuốc bin phản lực WP-6 (sao chép động cơ Tumansky RD-9 của Liên Xô), 29,42 kN (6,614 lbf) mỗi cái,đốt nhiên liệu lần hai là 36,78 kN (8,267 lbf) mỗi chiếc

### Hiệu suất bay
- Vận tốc cực đại: Mach 1,12 [9][10]
- Tốc độ tuần tra: 653 knots, 752 mph
- Tầm bay: 2.000 km (1.100 NM, 1.200 mi (1.900 km)
  - Nhiệm vụ lo-lo-lo (low-low-low tức bay thấp bay là):400 km (220 NM, 250 mi)
  - Nhiệu vụ hi-lo-hi (high-low-high tức bay cao bay thấp): 600 km (320 NM, 370 mi (600 km)
- Trần bay: 16.500 m (54,133.9 ft)
- Vận tốc lên cao:103 m/s (20,300 ft/min)
- Lực nâng của cánh:423.3 kg/m² (86.7 lb/ft²)
- Lực đẩy/trọng lượng:0,63

### Vũ khí
- Mang được 2.000 kg (4.409 lb) vũ khí

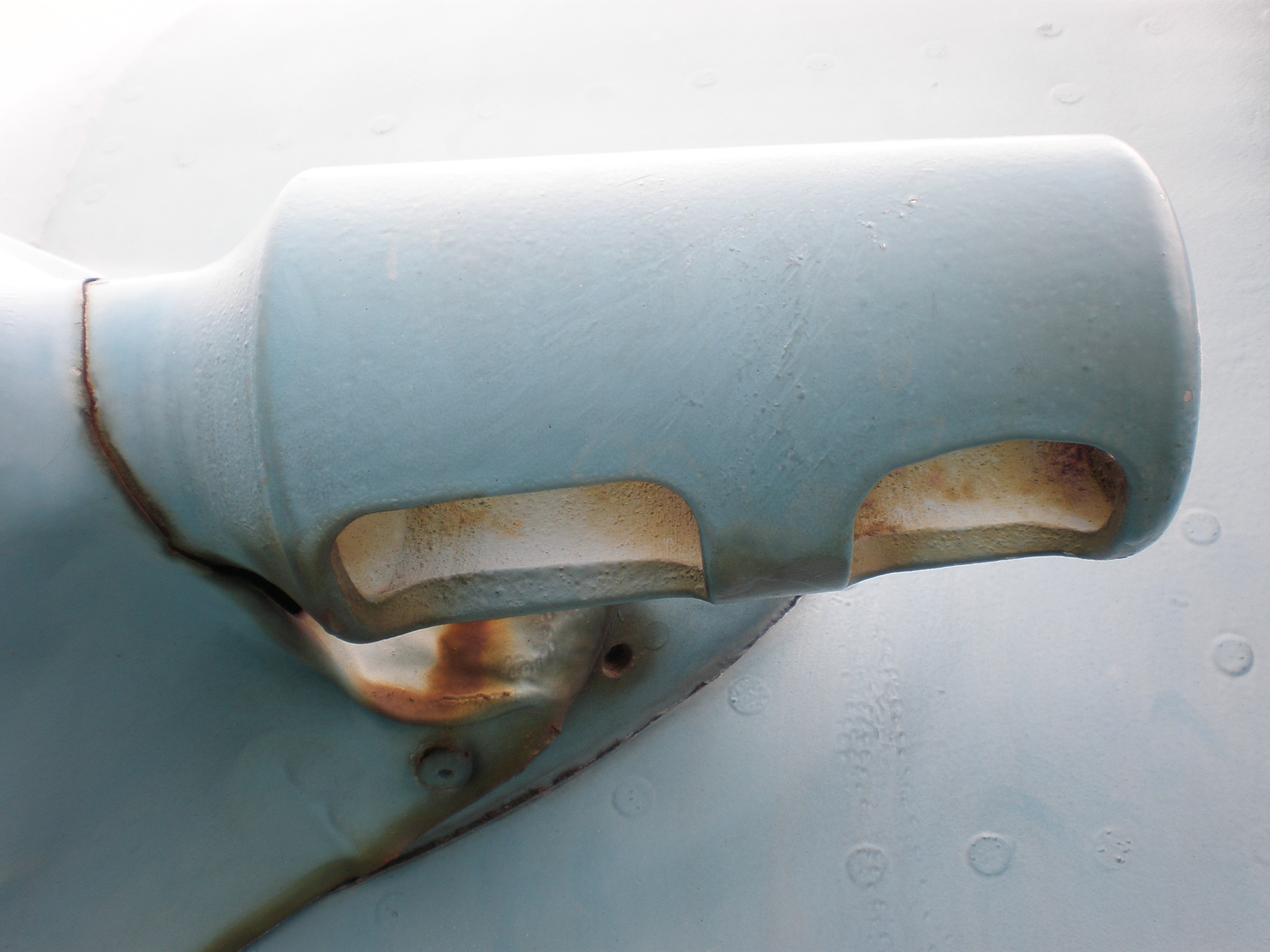
Khẩu pháo 23 mm trên cường kích Q-5

- Súng: 2× pháo tự động hai nòng 23 mm Type-23-1, 100 viên đạn mỗi khẩu
- Giá treo:10× giá treo (4× trong khoang, 6× dưới bụng)
- Rocket:57 mm, 90 mm, 130 mm
- Tên lửa:
  - Tên lửa không đối không:PL-2,PL-5,PL-7.
- Bom:
  - Bom 50 kg, 150 kg, 250 kg, 500 kg.
  - Bom chùm BL755
  - Bom chuyên dụng phá hủy đường băng Matra Durandal
- Khác: Thùng dầu phụ 105 gal (397 lít), 200 gal (757 lít), 300 gal (1135 lít).

## Một số vụ tai nạn
Nanchang Q-5 là một loại máy bay đã phục vụ hơn 40 năm trong Không quân Cộng hòa Nhân dân Trung Hoa, tuy đã nâng cấp và sửa chữa nhiều lần nhưng nó không thể tránh khỏi các sự cố kỹ thuật khó khắc phục. Dự kiến trong tương lai gần thì Q-5 sẽ bị thay thể bởi tiêm kích-bom JH-7/FBC-1 của Không quân Quân Giải phóng Nhân dân Trung Quốc.
- Tháng 6 năm 2012: 1 chiếc Nam Xương Q-5 đã hạ cánh bằng bụng xuống 1 cánh đồng gần 1 căn cứ quân sự của Không quân Quân Giải phóng Nhân dân Trung Quốc. Thông tin cụ thể về vụ tai nạn chưa được công bố.

### Máy bay có cùng sự phát triển
- Mikoyan-Gurevich MiG-19
- Shenyang J-6

### Máy bay có tính năng tương đương
- Soko J-22 Orao
- Sukhoi Su-7
- F-105 Thunderchief
- A-4 Skyhawk
- F-11 Tiger

### Máy bay dự định thay thế
- Tây An JH-7

### Danh sách
- Danh sách máy bay của Trung Quốc